# Reichsgesetzblatt (Österreich)

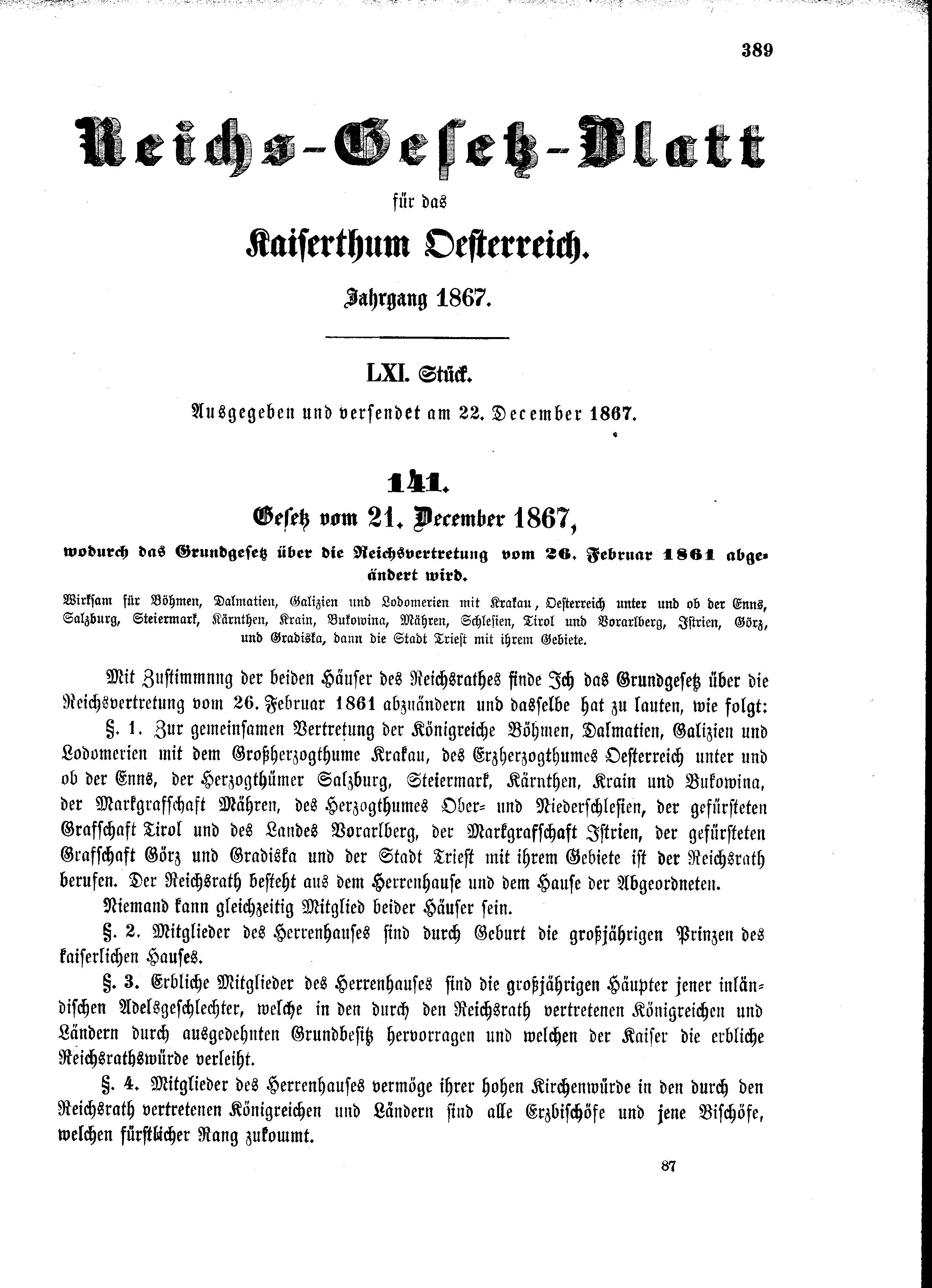
Reichs-Gesetz-Blatt für das Kaiserthum Österreich vom 22. Dezember 1867, das die wichtigsten Gesetze der Dezemberverfassung enthält

Das Reichsgesetzblatt (juristische Abkürzung: RGBl.) war von 1849 bis 1918 das amtliche Publikationsorgan der Kaiserlichen Patente, Gesetze, Verordnungen und Staatsverträge der österreichischen Monarchie in ihrem jeweiligen Umfang. Von 1870 an galt es nur in den im Reichsrat vertretenen Königreichen und Ländern der nunmehrigen Realunion Österreich-Ungarn.
Das Reichsgesetzblatt erschien von 1849 bis 1852 als Allgemeines Reichs-Gesetz- und Regierungsblatt für das Kaiserthum Österreich, das in dieser Zeitspanne auch Ungarn umfasste. Von 1853 bis 1869 hieß es Reichs-Gesetz-Blatt für das Kaiserthum Österreich; 1867–1869 war bei jeder Vorschrift das Gebiet vermerkt, für das sie galt. (Ungarn war nun innenpolitisch selbständig und vom RGBl. nicht mehr berührt.)
Von 1870 bis 1918 war der offizielle Titel Reichsgesetzblatt für die im Reichsrathe (ab 1903: Reichsrate) vertretenen Königreiche und Länder; das de jure bis 1918 bestehende Kaisertum wurde so umschrieben, da viele tschechische Politiker den Kaiser nur in seiner Funktion als König von Böhmen akzeptieren wollten und die Oberhoheit des Reichsrats in Wien über die Länder der böhmischen Krone grundsätzlich ablehnten.
Die letzte Ausgabe erschien am 12. November 1918, dem Tag, an dem sich Deutschösterreich zur Republik erklärte. Danach wurden die Gesetze in Österreich im Staatsgesetzblatt (StGBl.) und ab 10. November 1920 im Bundesgesetzblatt für die Republik Österreich (BGBl.) verkündet.

## Sprachausgaben
Das RGBl. erschien in deutscher Sprache und vor allem seit 1870 auch in anderen Landessprachen der österreichischen Monarchie. Von 1853 bis 1869 erschien es nur auf Deutsch. Zeitweise erschienen nationalsprachliche Übersetzungen in den Landesgesetzblättern der Kronländer. Waren anfangs auch die (doppelsprachigen) landessprachlichen Ausgaben authentisch – was manchmal zu Interpretationsproblemen führte – wurden mit einer Verordnung des Justizministeriums vom 19. März 1853 allein die deutschsprachigen Texte für authentisch erklärt, dies auch rückwirkend seit Beginn 1849.
1890 weist eine Verlagsangabe aus, das Reichsgesetzblatt erscheine „in der deutschen, italienischen, böhmischen, polnischen, ruthenischen, slovenischen, croatischen und rumänischen Sprache“.
- Die italienischsprachige Ausgabe war mit Bolletino delle Leggi dell'Imperio übertitelt.
- Die polnischsprachige trug den Titel Dziennik ustaw państwa.
- Zákonníg říšský war die Bezeichnung der tschechischsprachigen Ausgabe
- Foaila legilor imperiale wurde die Publikation auf Rumänisch (Romanisch) bezeichnet
- Državni zakonik war der slowenischsprachige Titel[6]
- Mit List državnih zakona wurde das Reichsgesetzblatt auf Kroatisch übertitelt.
- Wistnik sakoniw dertschawnich ist eine Transkription des ruthenischen (= ukrainischen) Titels, der in kyrillischer Schrift erschien.
- Nur bis 1852 ist das ungarische Birodalmi törvény- és kormánylap vorhanden.

Die Österreichische Nationalbibliothek stellt seit 2009 auch die anderssprachigen Ausgaben des RGBl. (und die Landesgesetzblätter einzelner Kronländer Altösterreichs) elektronisch zur Verfügung.